# Dom prowincjalny sióstr służebniczek w Katowicach
Dom prowincjalny sióstr służebniczek w Katowicach – klasztor będący domem macierzystym katowickiej prowincji sióstr służebniczek śląskich przy ul. Panewnickiej 63 w Katowicach, dom rekolekcyjny, dom formacyjny, siedziba kaplicy publicznej.

## Historia
Teren pod budowę nowego domu prowincjalnego zakupiono w 1932. Symbolicznie siostry rozpoczęły prace 17 sierpnia 1934. Kamień węgielny wmurowano w wybudowaną ścianę prezbiterium przyszłej kaplicy 14 maja 1936. Pracami kierowała ekonomka prowincji s. Romualda Wyżoł AM, a następnie s. Paladia Szczyra AM. Pod koniec 1938 budynek został pokryty dachem i rozpoczęto prace we wnętrzu. W czasie II wojny światowej niemieckie władze okupacyjne przejęły nieukończony dom prowincjalny (1941), po czym urządziły w nim magazyny, biura i archiwum. Swoje stanowisko dowodzenia umieścił Fritz Bracht, górnośląski gauleiter NSDAP.
Po II wojnie światowej siostry nadal starały się o urządzenie wnętrza klasztoru. W sierpniu 1949 do nieukończonego domu przeniesiono nowicjat. W maju 1950 oficjalnie przeniesiono do klasztoru siedzibę zarządu prowincji. Był to okres ciągłego niepokoju związanego z groźbą przejęcia zabudowań przez polskie władze komunistyczne. Z tej okazji 28 października 1951 służebniczki poświęciły się wraz z całym narodem Najświętszemu Sercu Pana Jezusa. Siostry wciąż przeżywały najścia różnego rodzaju komisji państwowych, które domagały się oddania pomieszczeń. By uchronić przed przejęciem sali na parterze domu, postanowiono przerobić ją na kaplicę, której poświęcenie miało miejsce 6 grudnia 1951. Pomieszczenie przejęto. Zwrócono je zakonnicom 16 marca 1957. W 1967 klasztor gościł prymasa Polski Stefana Wyszyńskiego, który przybył do parafii franciszkanów z okazji uroczystości zakończenia peregrynacji obrazu Matki Boskiej Częstochowskiej na terenie diecezji katowickiej. Jedno ze skrzydeł domu prowincjalnego zostało oddane na potrzeby Okręgowego Szpitala Kolejowego.
Na terenie domu prowincjalnego znajdują się następujące miejsca kultu:
- Kaplica Matki Bożej Niepokalanie Poczętej (kaplica zakonna), poświęcona 8 grudnia 1960. W kaplicy znajduje się marmurowa rzeźba Maryi Niepokalanej z 1986 oraz obrazy św. Jana Pawła II i bł. Edmunda Bojanowskiego, założyciela zgromadzenia wraz z relikwiarzami.
- Kaplica Matki Bożej Fatimskiej (rekolekcyjna), istnieje od 1965, dostępna dla odbywających rekolekcje na terenie klasztoru.
- Kaplica Najświętszego Serca Pana Jezusa (publiczna), otwarta dla wiernych w 1956, rektorem kaplicy jest ksiądz diecezjalny[3].
- Droga krzyżowa w ogrodzie klasztornym.
- Pomnik bł. Edmunda Bojanowskiego przed głównym wejściem do domu prowincjalnego.

Zewnętrzną fasadę domu prowincjalnego zdobi figura Matki Bożej wykonana przez rzeźbiarza Zygmunta Brachmańskiego. Poświęcił ją w 1981 o. Damian Szojda OFM.

## Instytucje
Na terenie domu prowincjalnego mają swoją siedzibę następujące instytucje:
- zarząd prowincji sióstr służebniczek
- sekretariat prowincji
- dom formacyjny
- referat powołaniowy
- referat misyjny
- dom rekolekcyjny
- rektorat kaplicy publicznej
- Stowarzyszenie Rodzina Bł. Edmunda Bojanowskiego
- izba pamięci bł. Edmunda Bojanowskiego
- muzeum misyjne (m.in. artefakty z Kamerunu)
- biblioteka klasztorna
- szwalnia
- przedszkole